# Karl Wendlinger
Karl Wendlinger, född 20 december 1968 i Kufstein, är en österrikisk racerförare. 

## Racingkarriär
Wendlinger tävlade i formel 1 i början av 1990-talet. Han blev känd när han vann Tyska F3-mästerskapet 1989, genom att besegra sina rivaler Heinz-Harald Frentzen och Michael Schumacher med endast en poäng. Wendlinger och de andra två skrev senare kontrakt med Mercedes sportvagnars juniorstall. Han körde även formel 3000 för RSM Marko 1990-1991. 
Wendlinger gjorde F1-debut för Leyton House Racing säsongen 1991 och gick sedan till Sauber säsongen 1993. Han kraschade under träningen inför Monacos Grand Prix 1994 (loppet efter San Marino) och fick allvarliga skallskador. Inför säsongen 1995 hade Wendlinger tillfrisknat och Sauber gav honom chansen att komma tillbaka, men det gick inte så bra varför han ersattes av Jean-Christophe Boullion efter fyra lopp. Men Boullion var en besvikelse, så Wendlinger fick komma tillbaka och köra de två sista loppen den säsongen. Han återfick dock aldrig sin tidigare gnista, så hans formel 1-karriär var därmed slut. Wendlinger lyckades under karriären som bäst komma fyra tre gånger, i Kanada 1992, Italien 1993 och San Marino 1994. 
Wendlinger började köra GT-racing 1998 och vann FIA GT Championship 1999.

## F1-karriär
| Säsong | Stall/Tillverkare          | Poäng | Placering |
| ------ | -------------------------- | ----- | --------- |
| 1991   | March (Leyton House-Ilmor) | 0     | –         |
| 1992   | March-Ilmor                | 3     | 12        |
| 1993   | Sauber                     | 7     | 12        |
| 1994   | Sauber-Mercedes            | 4     | 19        |
| 1995   | Sauber-Ford                | 0     | –         |